# Ice Hockey UK
Ice Hockey UK (kurz IHUK; bis 1999 British Ice Hockey Association) ist der nationale Eishockeyverband des Vereinigten Königreichs. Der Verband wurde 1914 gegründet. Jedoch waren Vertreter Großbritanniens bereits am 9. November 1908 als eines von fünf Gründungsmitgliedern bei der Gründung der International Ice Hockey Federation beteiligt. Daher zählen die Briten seitdem zu den Gründungsmitgliedern der IIHF. Als British Ice Hockey Association war er 1913/14 sowie von 1923 bis zur Umbenennung in Ice Hockey UK 1999 Dachorganisation des britischen Eishockeys.
Dem Verband untersteht die britische Eishockeynationalmannschaft, die seit 1910 an internationalen Turnieren teilnimmt und im selben Jahr Europameister werden sowie 1936 olympisches Gold gewinnen konnte. Zudem organisiert Ice Hockey UK die britischen Eishockeyligen, allen voran die Profiliga EIHL.